# Mitoura cuyamaca
Mitoura cuyamaca är en fjärilsart som beskrevs av Wright 1922. Mitoura cuyamaca ingår i släktet Mitoura och familjen juvelvingar. Inga underarter finns listade i Catalogue of Life.